# Sân bay Sde Dov
Sân bay Sde Dov (tiếng Hebrew: שדה דב), cũng có tên là Sân bay Dov Hoz (tiếng Hebrew: נמל התעופה דב הוז, Nemal HaTe'ufa Dov Hoz) (IATA: SDV, ICAO: LLSD) là một sân bay ở Tel Aviv, Israel chủ yếu phục vụ bay nội địa với Eilat (và Ovda) và phía bắc Israel (Galilee và cao nguyên Golan). Đây là sân bay lớn nhất của Tel Aviv và là sân bay lớn thứ nhì về diện tích, sau Sân bay quốc tế Ben Gurion. Sân bay được đặt tên theo Dov Hoz, một trong những người tiên phong của ngành hàng không Do Thái. Đang có kế hoạch đóng cửa sân bay này để dùng khu đất xây dựng khu dân cư sang trọng, với kế hoạch dời các chuyến bay sang Sân bay quốc tế Ben Gurion gần thành phố Lod, đông nam Tel Aviv. Sân bay này hiện là tâm điểm hoạt động của các hãng hàng không Arkia Israel Airlines và Israir Airlines.
Sân bay này được khởi công xây dựng ở khu vực phía bắc sông Yarkon, Tel Aviv vào năm 1938 và khi hoàn thành phục vụ các tuyến bay với Haifa, với lựa chọn các tuyến bay Beirut. Năm 1940, tên sân bay được đổi thành Sde Dov theo Dov Hoz, một trong những người tiên phong của ngành hàng không Do Thái.
Trong cuộc chiến tranh Israel-Ả Rập năm 1948, sân bay này là căn cứ không quân của Không quân Israel. {| class="infobox" 
|-
|
| Năm  | Tổng lượng khách | Tổng lượng chuyến |
| ---- | ---------------- | ----------------- |
| 2000 | 831.748          | 37.489            |
| 2001 | 879.922          | 38.884            |
| 2002 | 808.774          | 38.624            |
| 2003 | 757.817          | 37.674            |
| 2004 | 666.879          | 35.716            |
| 2005 | 662.951          | 34.687            |
| 2006 | 628.888          | 31.958            |
| 2007 | 703.649          | 36.427            |

|}

## Hãng hàng không và tuyến bay
- Arkia Israel Airlines (Eilat, Haifa, Ovda)
- Ayit Aviation and Tourism (Rosh Pina)
- Elrom Airways (Ein Yahav)
- Israir (Eilat, Ovda)